# Kiskunhalas vasútállomás
Kiskunhalas vasútállomás (korábban Halas) egy Bács-Kiskun vármegyei vasútállomás, Kiskunhalas településen, a Magyar Államvasutak Zrt. üzemeltetésében. A városközpont keleti részén helyezkedik el, közúti elérését az 53-as főút és az 5309-es út találkozásánál induló 54 311-es számú mellékút (Kossuth utca) biztosítja.

## Vasútvonalak
Az állomást az alábbi vasútvonalak érintik:
- Budapest–Kelebia-vasútvonal
- Bátaszék–Kiskunhalas-vasútvonal
- Kiskunhalas–Kiskunfélegyháza-vasútvonal

## Kapcsolódó állomások
A vasútállomáshoz az alábbi állomások vannak a legközelebb:
- Pirtó vasútállomás (Budapest–Kelebia-vasútvonal)
- Balotaszállás vasútállomás (Budapest–Kelebia-vasútvonal)
- Kunfehértó vasútállomás (Bátaszék–Kiskunhalas-vasútvonal)
- Harkakötöny vasútállomás (Kiskunhalas–Kiskunfélegyháza-vasútvonal)

## Forgalom
| Járat             | Útvonal | Gyakoriság |
| ----------------- | --- | ---------- |
|                   | A vonalon a vasúti szolgáltatás szünetel, a vonatok helyett a Volánbusz járatai közlekednek. A legközelebbi buszmegálló: Kiskunhalas, vasútállomás                                                                                   |            |
| személyvonat      | Baja – Bácsbokod-Bácsborsód – Almás – Bácsalmás – Mélykút – Jánoshalma – Erdőszél – Kunfehértó – Kiskunhalas | Napi 2 pár |
| személyvonat      | Baja – Bácsbokod-Bácsborsód – Almás – Bácsalmás – Mélykút – Jánoshalma – Erdőszél – Kunfehértó – Kiskunhalas – Harkakötöny – Tajó – Kiskunmajsa – Jászszentlászló – Galambos – Kiskunfélegyháza                                      | Napi 1 pár |
| Kiskun InterRégió | Baja – Bácsbokod-Bácsborsód – Almás – Bácsalmás – Mélykút – Jánoshalma – Erdőszél – Kunfehértó – Kiskunhalas – Harkakötöny – Tajó – Kiskunmajsa – Jászszentlászló – Galambos – Kiskunfélegyháza – Kunszállás – Városföld – Kecskemét | 2 óránként |